# Born Yesterday (1993)
Born Yesterday is een Amerikaanse romantische komedie uit 1993 onder regie van Luis Mandoki. De film is gebaseerd op het gelijknamig toneelstuk van Garson Kanin en is een remake van de gelijknamige film uit 1950. De film werd slecht ontvangen; Griffith werd zelfs genomineerd voor een Golden Raspberry Award. In Nederland kreeg de film een kleinschalige release en kreeg weinig tot geen aandacht van de pers.

## Verhaal
Harry Brock is een schrootmagnaat die enkel denkt aan geld verdienen. Hij is een van de rijkste mannen ter wereld en is ervan overtuigd dat alles en iedereen te koop is. Acht jaar geleden ontmoette hij in Las Vegas showgirl Billie Dawn, de personificatie van een dom blondje. Hij raakte op slag verliefd en kocht haar liefde. Zij stemde toe aan een relatie omdat ze met zijn geld alles kon kopen wat haar hartje begeert. Tegenwoordig perst Harry wat invloedrijke senators af in Washington D.C. en heeft vanwege zijn zwendelpraktijken het bedrijf op de naam van Billie gezet, die zo nu en dan nietsvermoedend papieren ondertekent zonder deze door te lezen.
Tijdens dit langdurig bezoek aan Washington vergezelt Billie hem naar verscheidene formele feesten, waar ze weinig indruk achterlaat op het elitaire publiek. Men vindt haar dom en drijft de spot met haar. Harry vreest dat zijn imago hierdoor beschadigd kan worden en denkt dat een nieuwe kennis, journalist Paul Verrall haar wel wat intelligentie kan bijbrengen. Paul is smoorverliefd op Billie en stemt onmiddellijk toe. Het duo klikt al bij de eerste ontmoeting met elkaar; Paul brengt zo veel mogelijk tijd met haar door om haar alle relevante kennis bij te leren. Billie raakt vooral geïnteresseerd in het wetboek. Bij een formeel feest laat ze zelfs indruk achter op het publiek. De vonk spat nogmaals over en het tweetal zoent elkaar vluchtig.
Het duurt niet lang voordat Billie, door haar nieuw vergaarde intelligentie, ontevreden raakt in haar liefdeloze relatie met Harry. Harry neemt haar niet serieus en vindt het maar niks dat ze steeds meer haar eigen stem laat horen. Billie komt uiteindelijk achter de zwendelpraktijken van haar man en leert dat het bedrijf op zijn naam staat. Hij probeert haar de mond te snoeren, maar met de hulp van Paul lukt het haar om Harry's bedrijf van hem weg te nemen. Ze hoopt dat Harry zich in de toekomst minder zal toeleggen op het verdienen van geld, en meer op zoek gaat naar de ware betekenis van het leven. Ze gaat er met Paul vandoor.

## Rolverdeling
| Acteur              | Personage       |
| ------------------- | --------------- |
| Melanie Griffith    | Billie Dawn     |
| John Goodman        | Harry Brock     |
| Don Johnson         | Paul Verrall    |
| Edward Herrmann     | Ed Devery       |
| Max Perlich         | JJ              |
| Michael Ensign      | Phillipe        |
| Benjamin C. Bradlee | Alex Duffee     |
| Sally Quinn         | Beatrice Duffee |
| Fred Thompson       | Senator Hedges  |
| Celeste Yarnall     | Mevrouw Hedges  |